# Маска (река)
Ма́ска (бел. Ма́ска) — река в Борисовском районе Минской области, правый приток Ровы (система Березины).
Длина — 14 км. Площадь водосборного бассейна — 89 км². Средний наклон водной поверхности — 1 ‰. Начинается на 2 км северо-западнее д. Рыбачное, устье на 2,5 км северо-восточнее д. Забашевка. Русло канализировано.

## Происхождение названия
Название сопоставимо с именем реки Маскава (система Варты, Польша), Москва-реки и других. Наиболее вероятное значение основы — трансформация слов мостки, помост. Название реки находится в зоне балто-славянских контактов, при которых в славянской ассимиляции балтийских основ и балтийской ассимиляции славянских а заменяется на о и наоборот — о на а.